# Carlos Ferreira de la Torre
Carlos Ferreira de la Torre (Valdemoro, Madrid, 1914 - Tenerife, Canàries, 1990) va ser un escultor español.

## Biografia
Fill d'un coronel de la Guàrdia Civil, va viure la seva joventut a Madrid, Tarragona, Getafe, Corunya, i Madrid altra vegada el 1934. Durant la guerra civil espanyola es va identificar amb la ideologia falangista. A Santander va viure a casa de l'escultor Daniel Alegre, on va fer vàries escultures. Va ser soci emèrit del 'Salón de Otoño' i va ser membre de la 'Joven Escuela Madrileña'. El 1973 es trasllada a Puerto de la Cruz, Tenerife.

## Obra (selecció)
- Monument a Calvo Sotelo, a la plaça Castella, Madrid, 1955
- Valle de los Caídos, Madrid, diverses escultures d'arcàngels i verges, 1958.
- La Paz (escultura i relleu), a l'hospital La Paz, Madrid, 1964.
- Maternitat, a l'hospital Vall d'Hebron, Barcelona, 1966.